# El Portús
El Portús o Els Límits è una frazione di 48 abitanti del comune spagnolo di La Jonquera, in provincia di Girona, Catalogna.

## Geografia

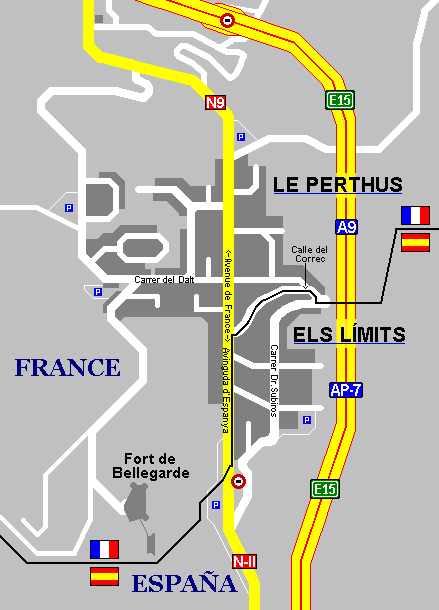
Mappa di Le Perthus e di El Portús

El Portús è urbanisticamente contiguo con il comune francese di Le Perthus, condividendone anche buona parte della strada principale, divisa fra le due nazioni. Grazie ad un accordo tra Francia e Spagna le forze di polizia dei due Paesi possono circolare liberamente e intervenire nella frazione e nel comune adiacente. 
Il paese dista 5 km da La Jonquera, 27 km da Figueres, 35 km da Perpignano, 63 km da Gerona, 160 km da Barcellona. 

## Storia
Nella parte rimasta alla Spagna del comune di El Pertús dopo la Pace dei Pirenei del 1659 che concluse la Guerra franco-spagnola, si incominciò a sviluppare El Portús come luogo per il commercio tra Francia e Spagna; legale e anche illegale con il contrabbando, durante la Guerra civile spagnola fu luogo di passaggio per gli aiuti francesi ai repubblicani spagnoli e agli anarchici concentrati in Catalogna e fu il principale luogo di fuga degli sfollati e degli antifascisti dopo la caduta della Seconda repubblica spagnola e l'inizio della dittatura di Francisco Franco.
Con l'apertura della Autopista AP-7 nel 1969 la sua importanza come paese di confine cominciò a decadere.
Con l'ingresso della Spagna nella Comunità Economica Europea (ora Unione europea) nel 1986 e l'adesione agli accordi di Schengen nel 1995 e l'adesione alla zona Euro di Spagna e Francia l'importanza di El Portús è diminuita, anche se tuttora rimane il valico più importante tra Francia e Spagna nei Pirenei orientali, utilizzato soprattutto dai turisti francesi diretti a Barcellona e in Costa Brava.

## Cultura

### Linguistica
La popolazione parla lo spagnolo ma parla anche correntemente il catalano e capisce o parla il francese.

### Monumenti e luoghi d'interesse
Il monumento più rilevante della cittadina è la Chiesa dedicata alla Vergine di Fatima (Iglesia de la Virgen de Fátima).